# Stanisław Skarbek Kiełczewski
Stanisław Skarbek Kiełczewski herbu Abdank (zm. w 1684 roku) – cześnik lubelski w latach 1667–1684.
Był elektorem Michała Korybuta Wiśniowieckiego z województwa lubelskiego w 1669 roku.